# (13716) Trevino
(13716) Trevino (1998 QJ40) – planetoida z pasa głównego asteroid okrążająca Słońce w ciągu 3,6 lat w średniej odległości 2,35 j.a. Odkryta 17 sierpnia 1998 roku.